# Pons VI d'Empúries
 (décembre 2022).
Si vous disposez d'ouvrages ou d'articles de référence ou si vous connaissez des sites web de qualité traitant du thème abordé ici, merci de compléter l'article en donnant les références utiles à sa vérifiabilité et en les liant à la section « Notes et références ».
Ponce VI d'Ampurias Malgaulí ou Ponce Hugo V d'Ampurias (v 1290-1322), est un noble, comte d'Ampurias et vicomte de Bas (1313-1322)

## Biographie
Deuxième fils de Ponce V d'Ampurias et de la marquise de Cabrera, il est désigné comme héritier après la mort de son frère aîné, Hugo. En 1309, il hérite du comté d'Ampurias après la mort de son père en 1313.
Il avait des problèmes avec les nobles et les ecclésiastiques de son époque. Il est excommunié pour des conflits avec l'abbé d'Amer sur la juridiction de Colomers. Il s'est battu contre le roi d'Aragon, Jacques II le Juste, pour la succession du comté d'Urgel, et contre le comte de Rocabertí pour les frontières.
Il a épousé, en premières noces, Sibylle de Narbonne, fille du comte Amalric II de Narbonne. Il n'a pas eu d'enfants.
En 1313, il épouse en secondes noces Elisabeth de Sicile, fille illégitime de Frédéric II de Sicile, avec laquelle il a une fille, la Marquise d'Ampurias (1322-1327), qui fut nommée héritière du comté à sa naissance (1322).